# Het doelwit
Het doelwit is het elfde stripalbum uit de reeks Lefranc, bedacht en geschreven door Jacques Martin en getekend door Gilles Chaillet. 
De eerste publicatie was ook meteen het eerste album. Het album werd in april 1989 uitgegeven door uitgeverij Casterman als softcover met nummer 11 in de serie Lefranc. 
Deze uitgave kent verschillende herdrukken, in ieder geval in 2000, 2002 en 2008.

## Het verhaal
Journalist Guy Lefranc is gevraagd om de danser Igor Lipsky te interviewen. Bij toeval stuit hij op een document dat beschrijft hoe een fabriek in Quebec vaten met gif illegaal wil storten. Lefranc reist naar Canada om dit te onderzoeken en maakt ter plaatse enige foto's.
De eigenaren van de fabriek proberen eerst te onderhandelen en als dat niet lukt, dan proberen ze Lefranc uit de weg te ruimen. Hij wordt gevangengenomen en ontdekt dat Axel Borg hem naar een afgelegen eiland brengt. Dat eiland is het doelwit van een test van een intercontinentale raket.
Het is Lipsky die ontdekt dat Lefranc op het desbetreffende eiland moet zitten en de autoriteiten waarschuwt. De raket wordt echter afgevuurd voordat dit kan worden tegenhouden. Uiteindelijk weet een reddingsteam Lefranc - die aan hoge koorts leidt - te redden van het eiland, en wordt de bom in de raket nog net op tijd ontwapend.
Als Lefranc is opgeknapt en Lipsky gaat bedanken, voert deze net zijn laatste dans uit en sterft.